# Rafael del Brasil

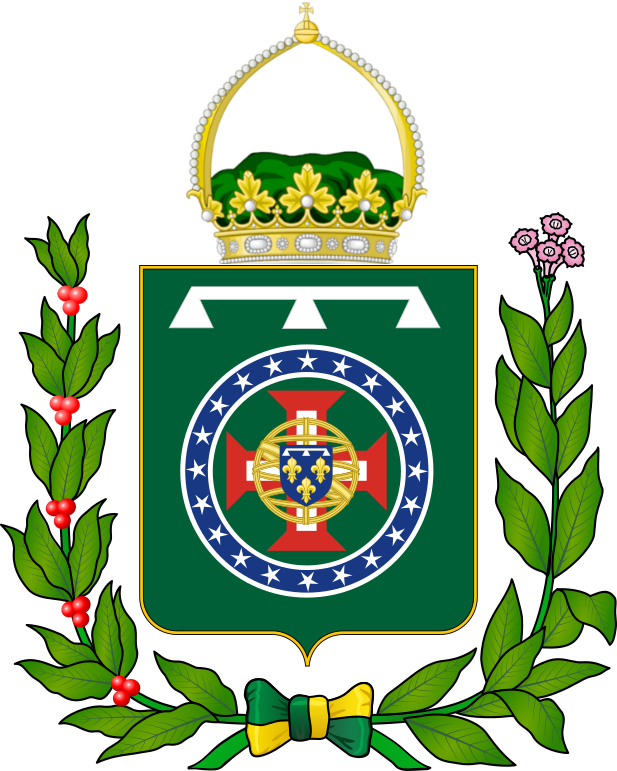
Escut familia del títol de Príncep de Grão-Pará.

Dom Rafael del Brasil (Petrópolis, 26 d'abril de 1986) és un membre de la Casa Imperial del Brasil i Príncep de Grão-Pará segons les reclamacions controvertides de la branca Vassouras de la família imperial, sent el segon en la línia de successió al tron brasiler com a hereu del seu pare Antônio, príncep imperial del Brasil.
Nascut a Petròpolis, fill d'un matrimoni àmpliament considerat no morganàtic, entre Antônio del Brasil i la princesa belga Cristina de Ligne. Emprenedor, el príncep Rafael viu actualment a Londres, on és copropietari d'una empresa de consultoria. Actiu en la promoció del llegat i la restauració de la monarquia brasilera, participa en esdeveniments monàrquics i representa a la Família Imperial Brasilera a Europa.